# Styl královny Anny
Styl královny Anny byl styl architektury, nábytku a zlatníků oblíbený za vlády britské královny Anny Stuartovny (1702–1707), charakterizovaný pozdně renesanční klasicistní formou v kombinaci s typickou barokní prostorovou kompozicí, nebo na oživenou formu, která byla populární v poslední čtvrtině 19. a na počátku 20. století (který je známý jako oživení stylu královny Anny (Queen Anne Revival)).

## Architektura
V architektuře se projevil ve výstavbě obytných budov až do velikosti panských sídel se zahradami. Vyznačoval se monumentalitou, oboustrannou symetrií, bočními křídly, nárožními věžemi, hlubokými zastřešenými vchody, širokými terasami, arkýřovými okny nad sebou, jemnějším zdivem atd. Příkladem mohou být stavby Johna Vanbrugha jako je zámek Howard z let 1702–1714 nebo Blenheimský palác z let 1705–1724.

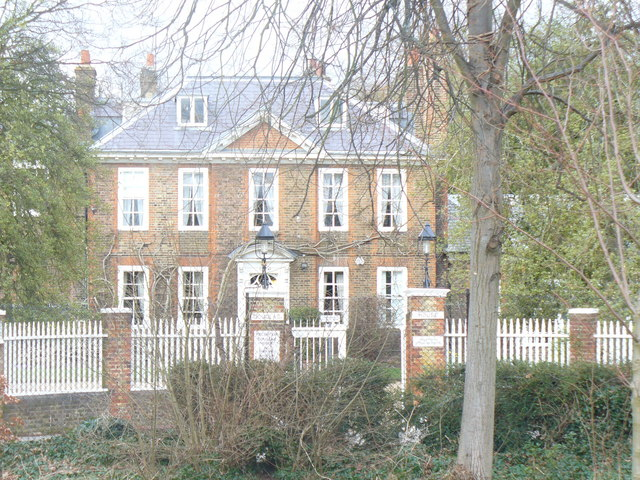
Douglas House, Petersham
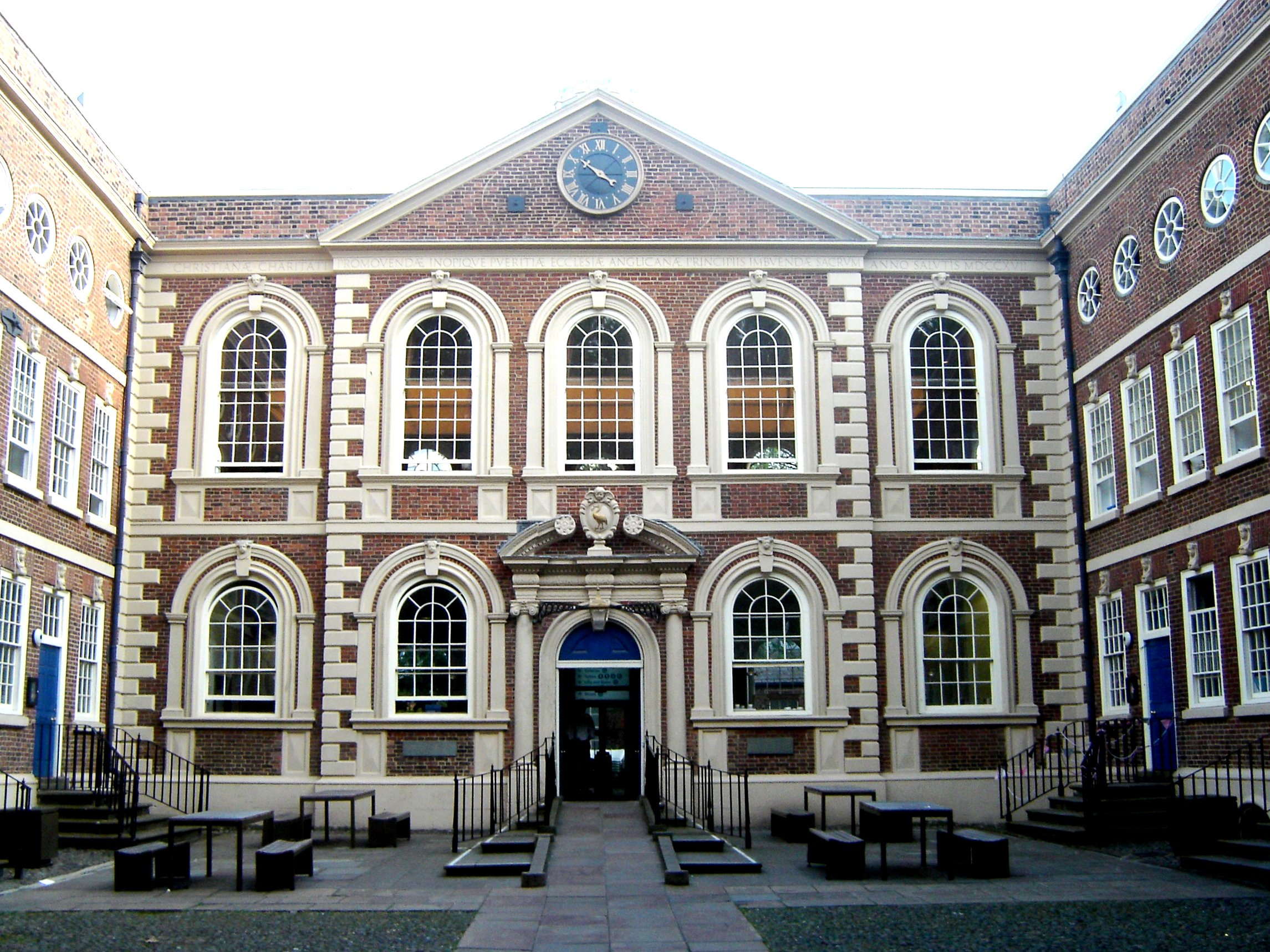
Bluecoat Chambers v Liverpoolu (1717)
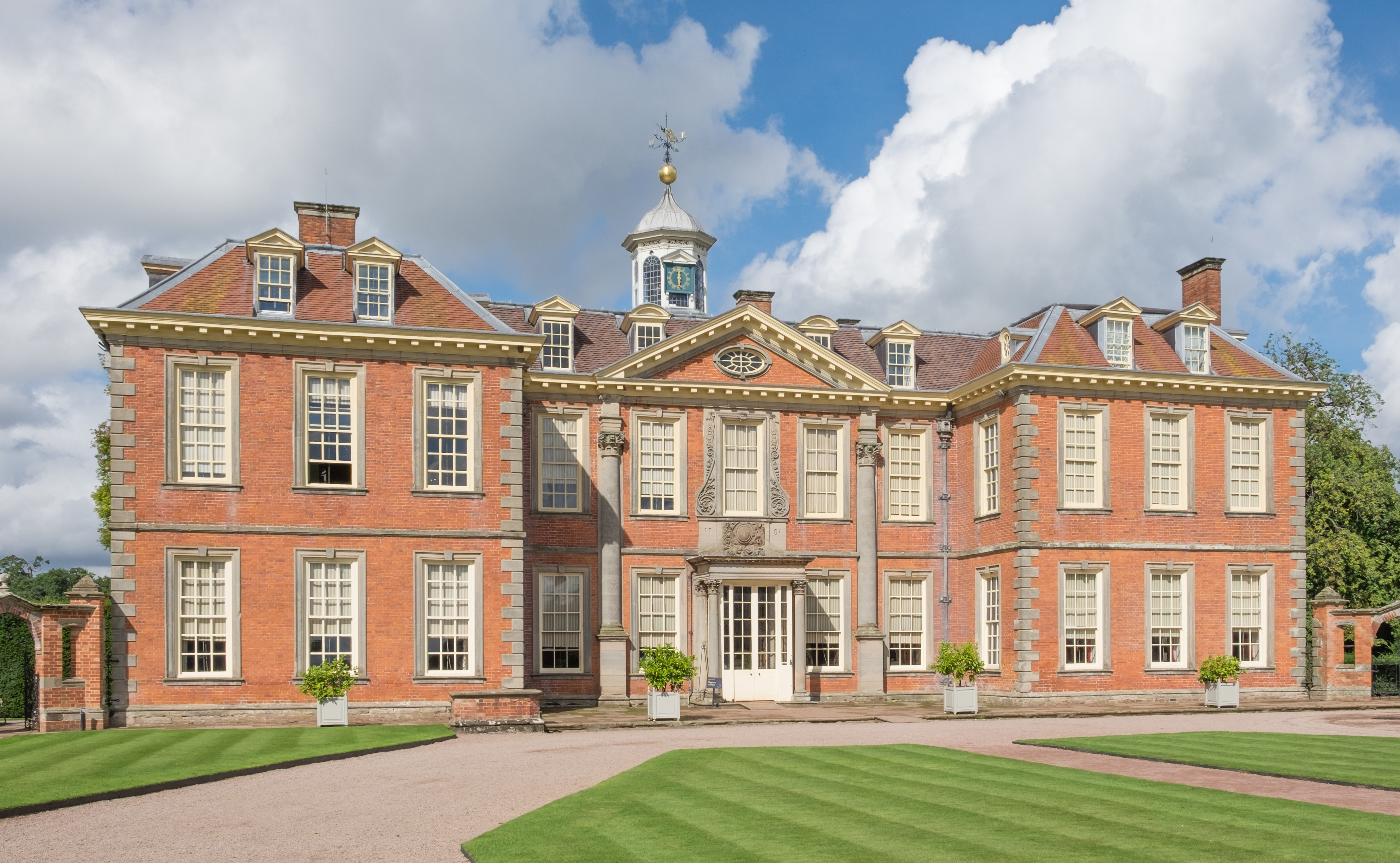
Hanbury Hall, Worcestershire
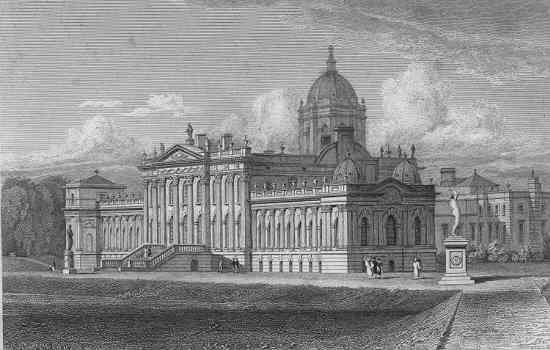
Zámek Howard v roce 1829

## Nábytkářství
V nábytkářství se používal především ořechové dřevo a mahagon. Ceněná byla jednoduchost a elegance na úkor reprezentativnosti a zároveň bylo dbáno o účelnost. Kombinovalo se rokoko, čínské a gotické prvky. Mezi nejvýznamnější návrháře, kteří ovlivnili vývoj nábytkářství v 18. století, byli Thomas Chippendale, George Hepplewhite, Thomas Sheraton a Robert a James Adamovi. Proslulý umělecký truhlář Thomas Chippendale (1718–1779) využíval nejen rokokový styl, ale i holandské vzory, prvky čínské nábytkářské tvorby a gotické prvky. Vydáním The gentelman and cabinet makers direktor (Džentlmen a nábytkářův katalog) v roce 1754 vyjádřil vše, co považoval za zajímavé, včetně mimo anglického vlivu. Kniha obsahovala na dvě stě mědirytinových předloh nábytků, židlí, stolů a příborníků. Tvorbou Thomase Chippendalela byli ovlivněni návrháři George Hepplewhite a Thomas Sheraton. Bratři Adamové využívali především antických prvků. 

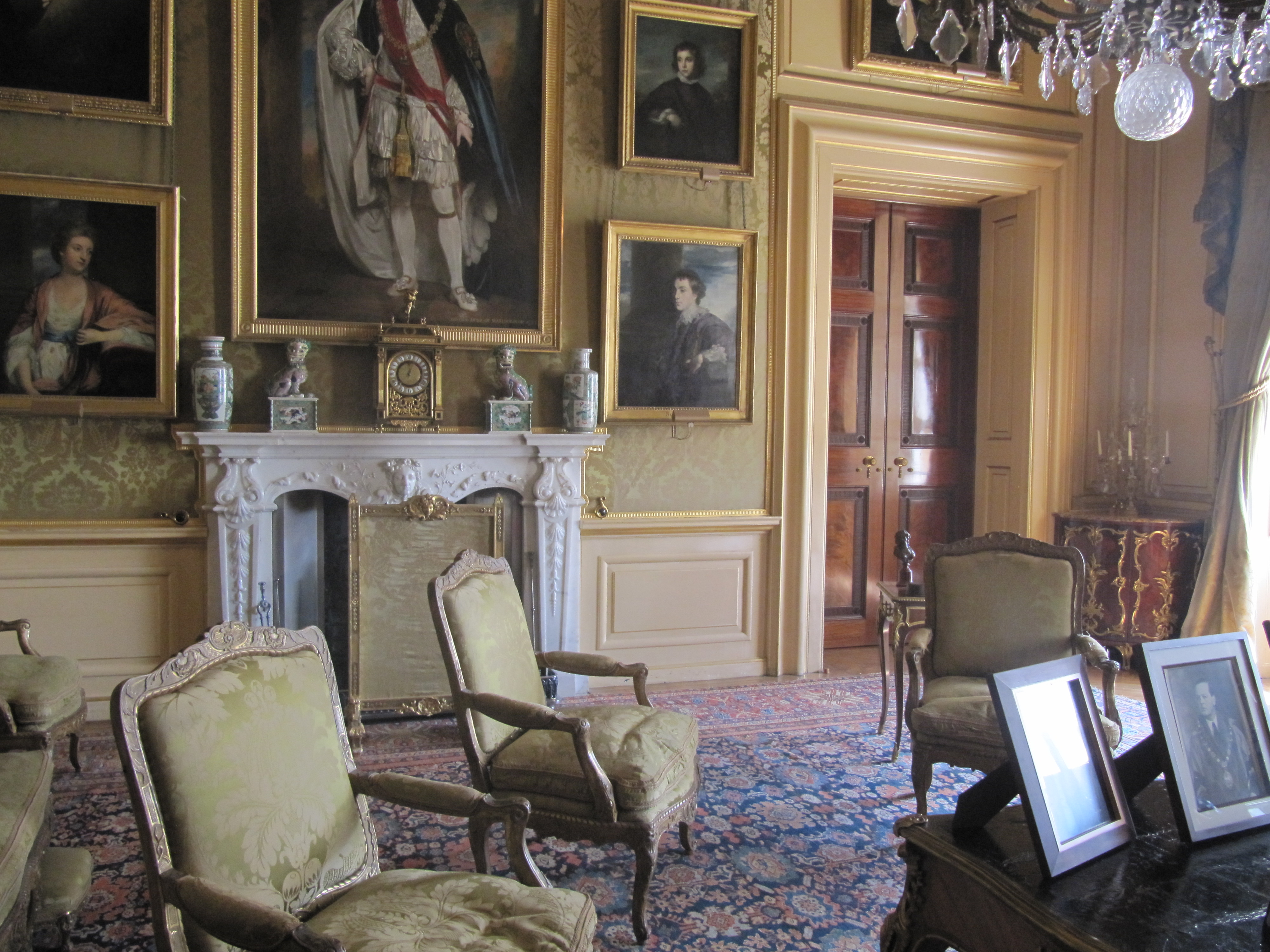
Interiér v paláci Blenheim
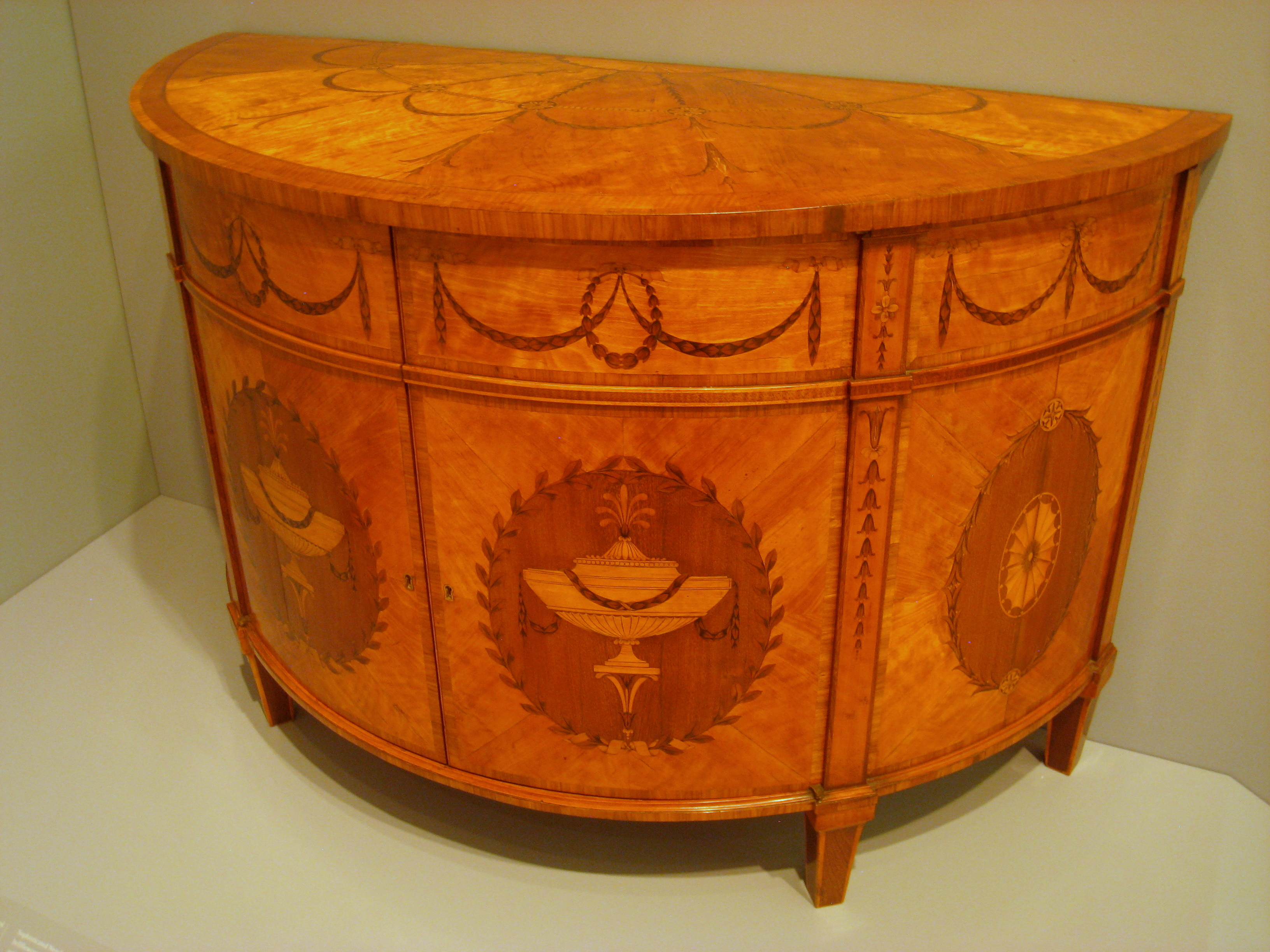
Kommoda, Thomas Chippendale
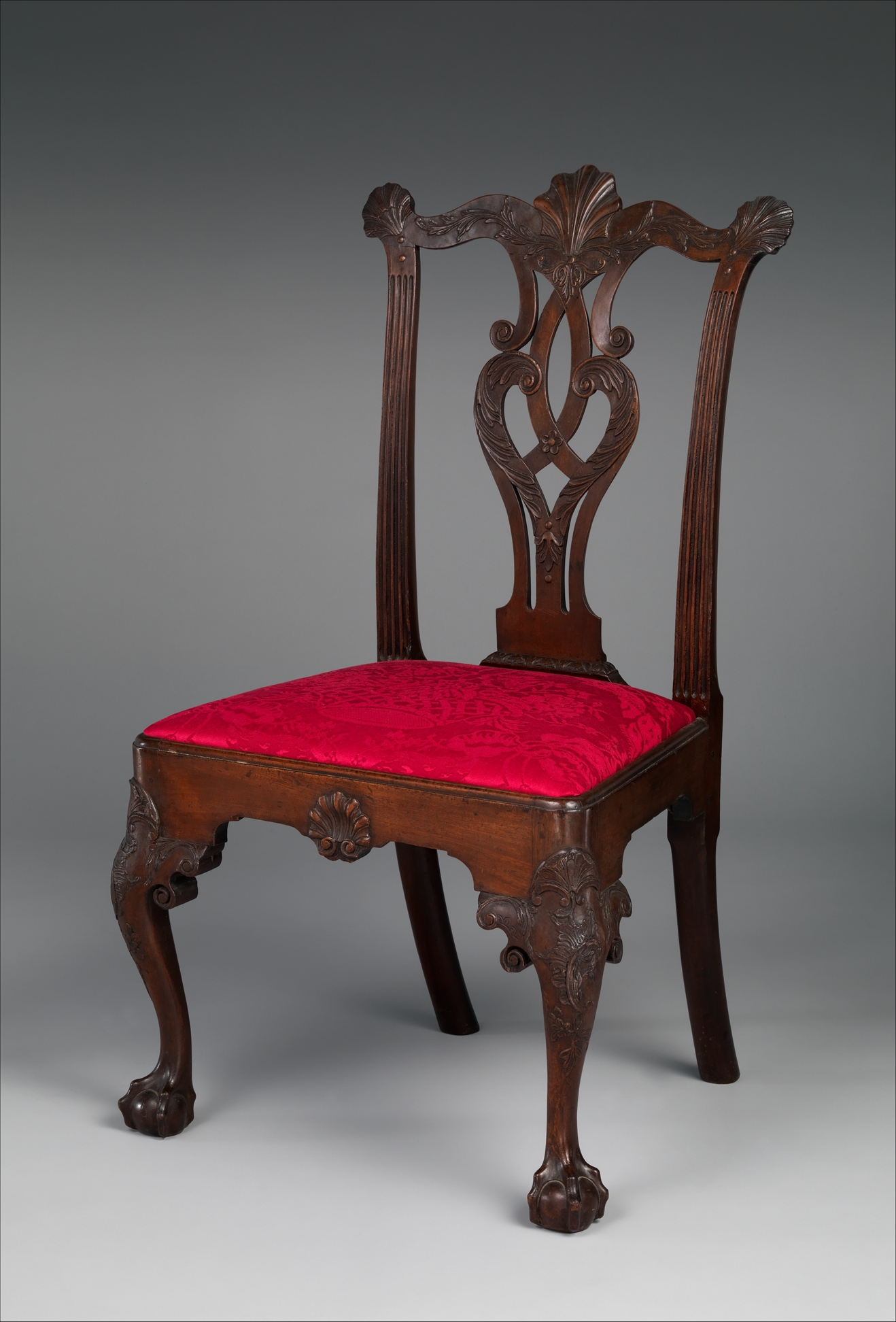
Židle, Thomas Chippendale
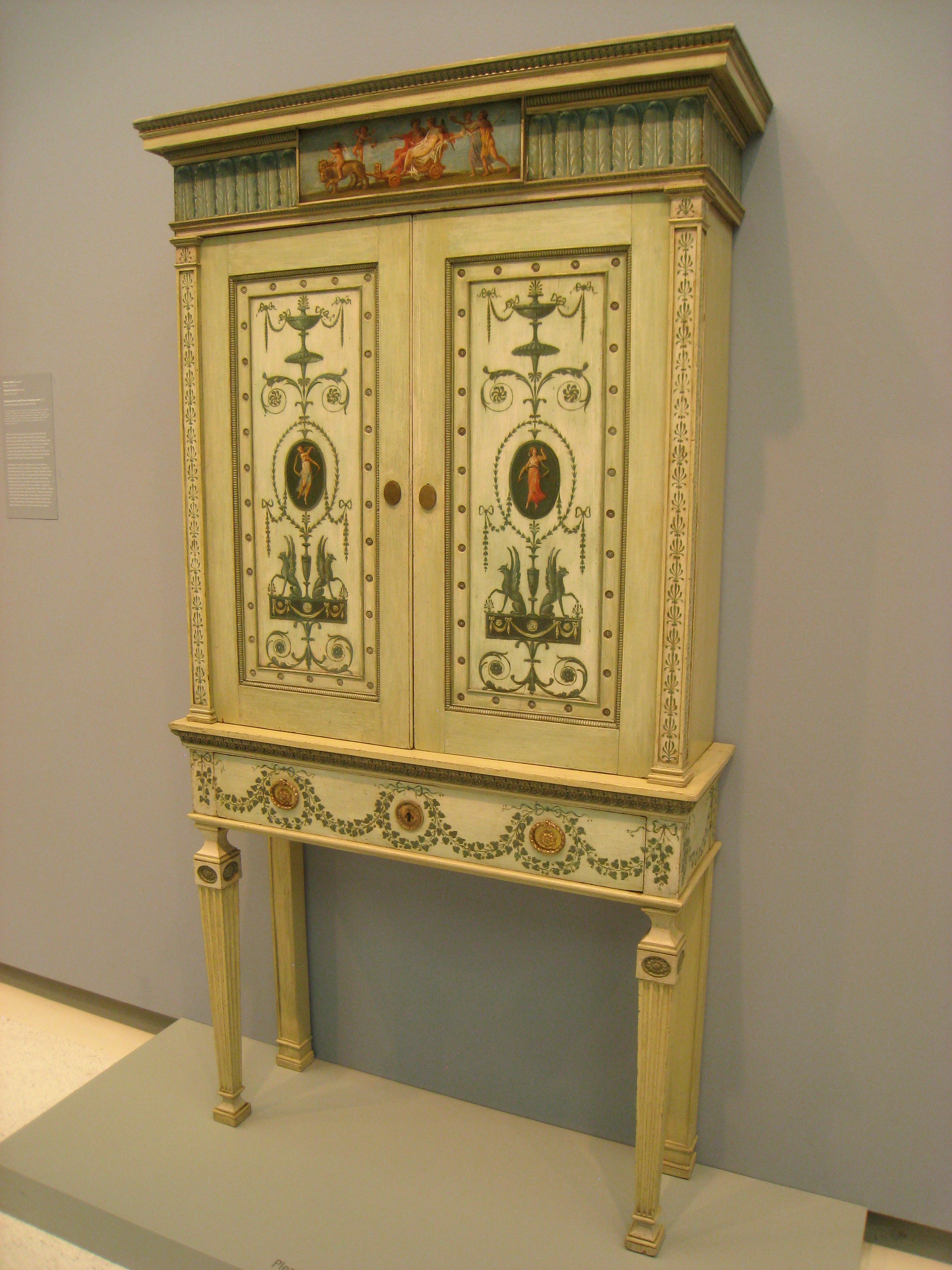
Knihovna navržená Robertem Adamem z roku 1776, pravděpodobně postavenou Thomasem Chippendaleem

## Zlatnictví
Ve zlatnictví byla opuštěná reliéfová dekorace a přichýlil se k jednoduché formě. Tento styl, který se vyvinul v letech 1715–1725 je nazýván dekorace Queen Anne.

## Oživený styl královny Anny
Oživenou formu, která byla populární v poslední čtvrtině 19. a na počátku 20. století nelze brát doslovně, zejména v USA, kde je styl odlišný a obvykle neobsahuje ani typické prvky pro architekturu stylu královny Anny. Spíše se jedná o neorenesanci.
Některé charakteristické rysy:
- asymetrická fasáda

- dominantní štít směřující dopředu, často konzolový za rovnou stěnou, pod ním převislé okapy
- kulaté, čtvercové nebo polygonální věže
- tvarované a holandské štíty
- veranda pokrývající část nebo celou přední fasádu, včetně hlavního vstupního prostoru
- veranda nebo balkon v druhém poschodí
- průchodové verandy
- různé textury stěn, například vzorované dřevěné šindele tvarované do různých vzorů, včetně napodobení rybích šupin, terakotové dlaždice, reliéfní panely nebo dřevěné šindele přes zdivo atd.
- klasicistické sloupy
- kryté arkýře a arkýřová okna
- monumentální komíny
- malované balustrády
- dřevěné nebo břidlicové střechy
- předzahrádky s dřevěnými ploty

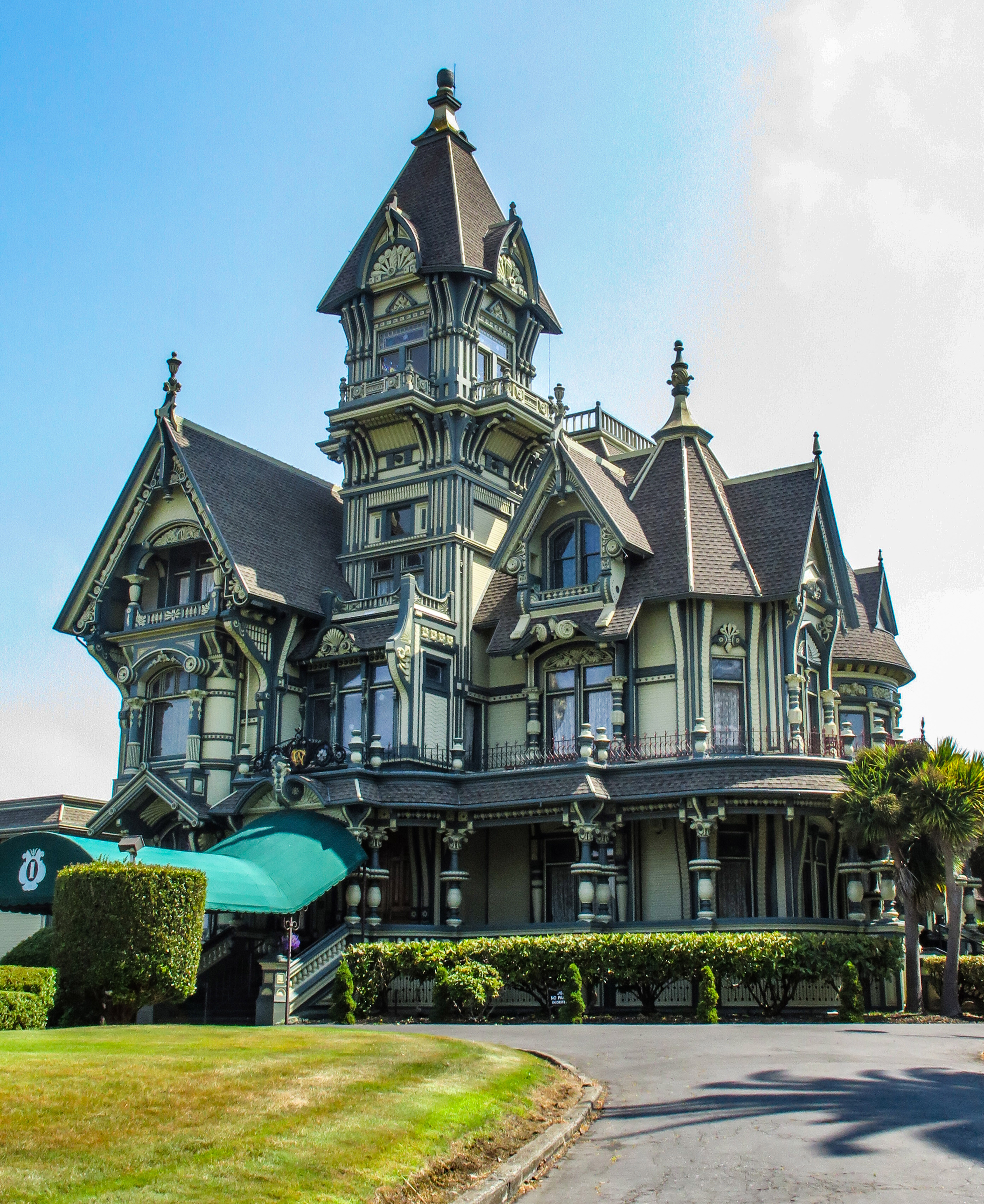
Carson Mansion v Eureka, Kalifornie, USA
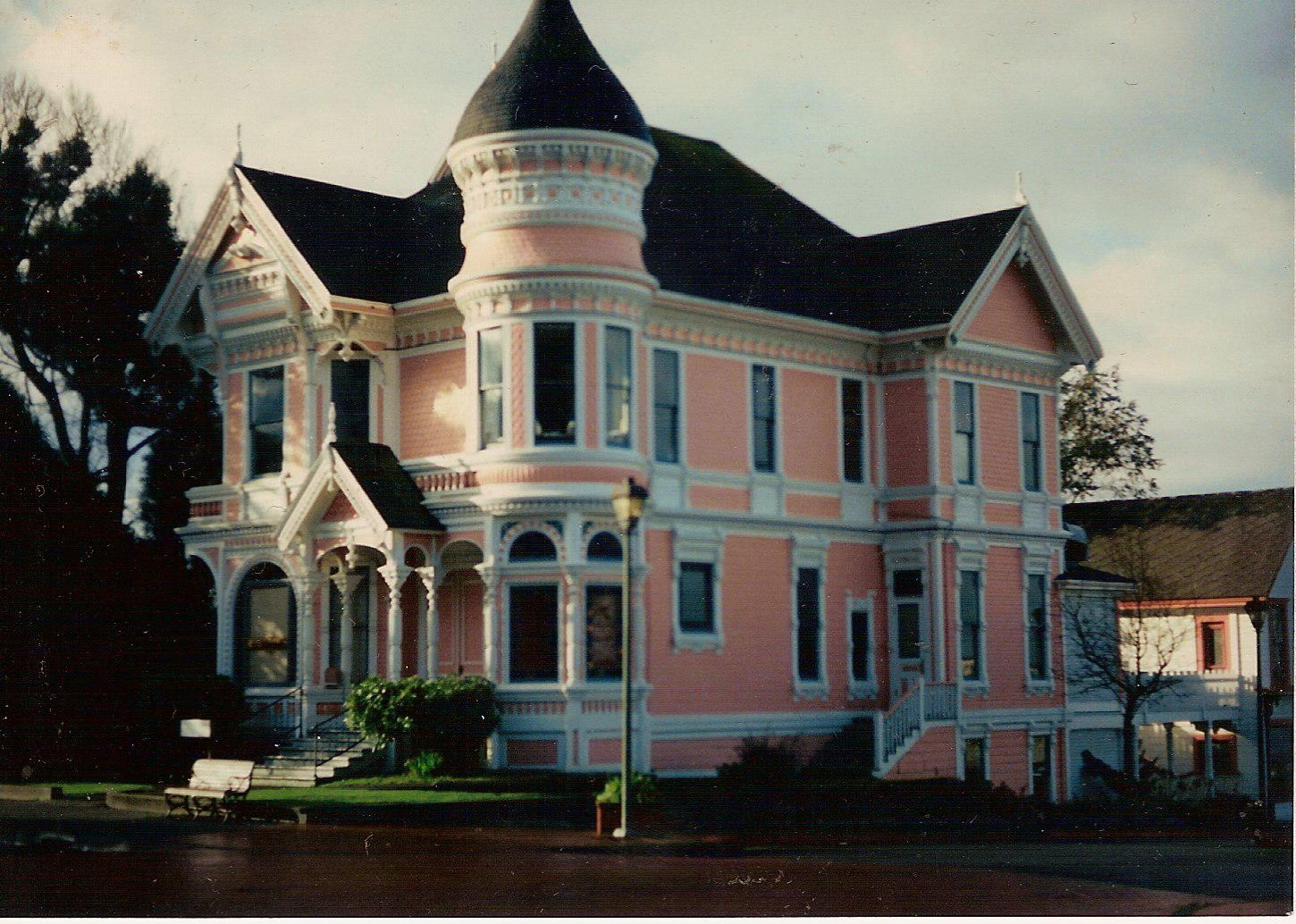
James Alldis House, Torrington, Connecticut, USA
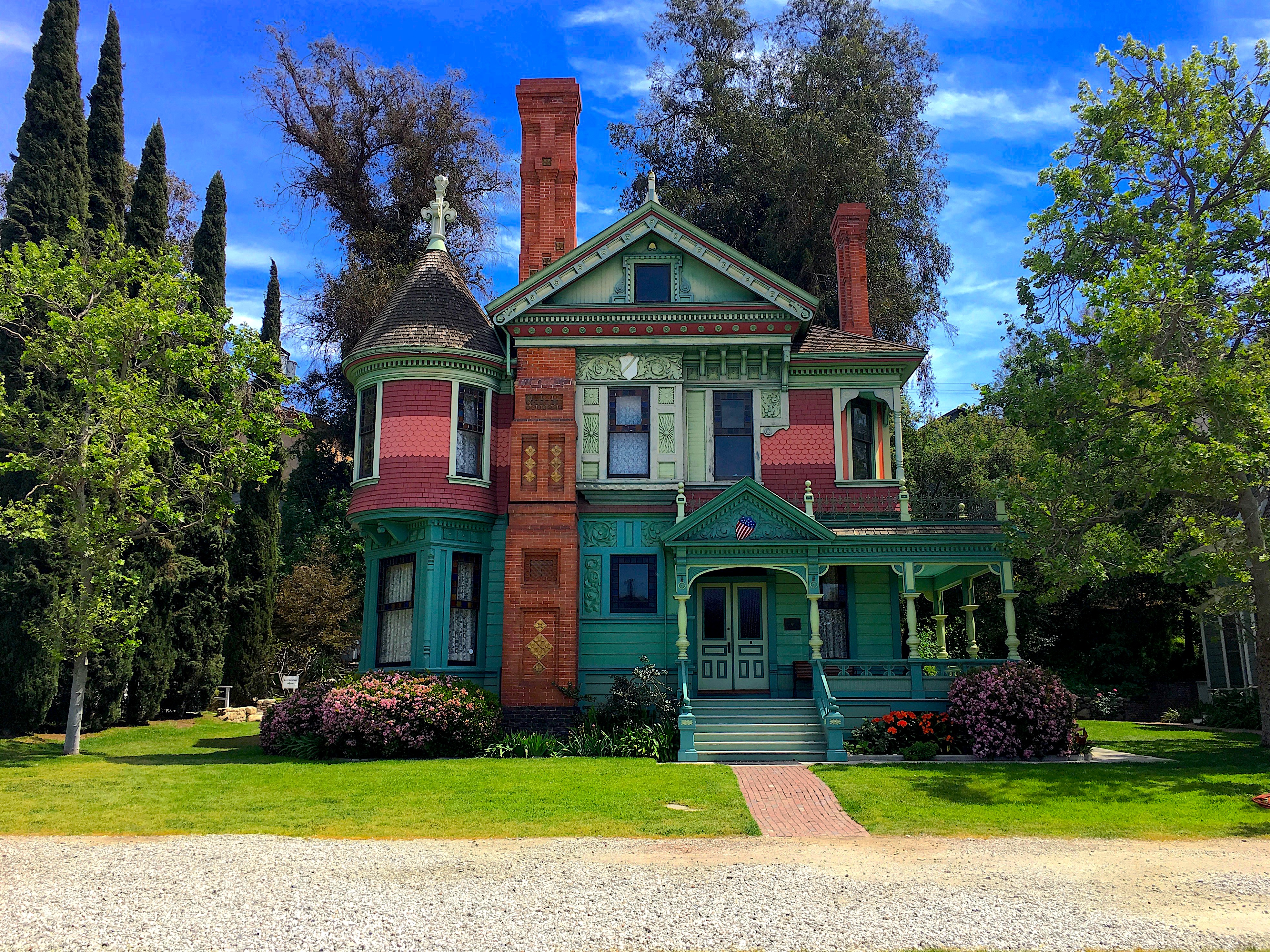
Halův dům z roku 1887, Los Angeles, USA
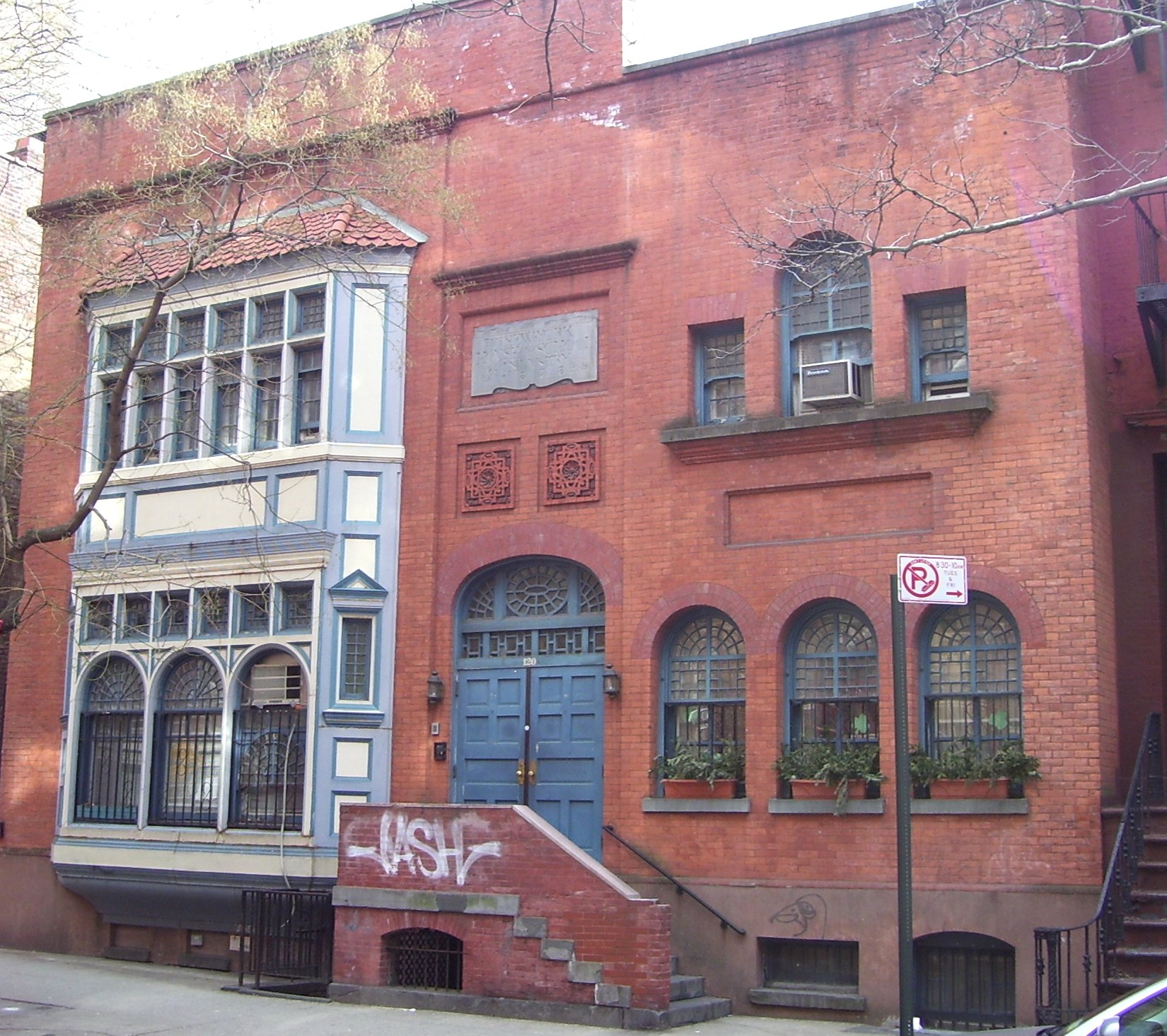
Dům a škola, 120 West 16th Street New York, USA